# Gastón Minutillo
Gastón Ezequiel Minutillo (nacido el 19 de diciembre de 1987 en Mar del Plata, Buenos Aires, Argentina) es un ex-futbolista argentino. Juega de centrocampista y su club actual es el Club Atlético Estudiantes de Argentina. 

## Carrera
Comenzó su carrera en 2005 jugando para Argentinos Juniors. Jugó para ese equipo hasta 2006. En 2006 se pasó a Cadetes de Mar del Plata. Jugó para ese club hasta 2007. En ese año se fue a España para integrar el plantel del Las Rozas CF. Jugó ahí hasta 2008. En ese mismo año se pasó a las filas del CD Leganés. Se mantuvo hasta 2009. En ese mismo año se pasó a las filas del CD Toledo. Jugó ahí hasta 2010. En ese mismo año se pasó a las filas del Pinatar CF, en donde juega hasta 2011. En ese año se fue a Uruguay para integrar el plantel de Cerrito, en donde jugó hasta 2012. Ese mismo año se fue al club El Tanque Sisley y en 2013 recaló en Alvarado de Mar del Plata. Tras su paso por Barracas Central, en 2017 llegó a Estudiantes de Buenos Aires.

## Clubes
| Club                     | País      | Año             |
| ------------------------ | --------- | --------------- |
| Argentinos Juniors       | Argentina | 2005-2006       |
| Cadetes de Mar del Plata | Argentina | 2006-2007       |
| Las Rozas CF             | España    | 2007-2008       |
| CD Leganés               | España    | 2008-2009       |
| CD Toledo                | España    | 2009-2010       |
| Pinatar CF               | España    | 2010-2011       |
| Cerrito                  | Uruguay   | 2011-2012       |
| El Tanque Sisley         | Uruguay   | 2012-2013       |
| Alvarado                 | Argentina | 2013-2014       |
| Fénix                    | Argentina | 2014-2015       |
| Barracas Central         | Argentina | 2015-2017       |
| Estudiantes (BA)         | Argentina | 2017-Actualidad |